# Idactus browni
Idactus browni là một loài bọ cánh cứng trong họ Cerambycidae.